# Maackia hupehensis
Maackia hupehensis är en ärtväxtart som beskrevs av Hisayoshi Takeda. Maackia hupehensis ingår i släktet Maackia och familjen ärtväxter. Inga underarter finns listade i Catalogue of Life.